# Zevenhoven (Zuid-Holland)

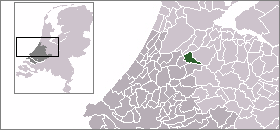
De voormalige gemeente Liemeer

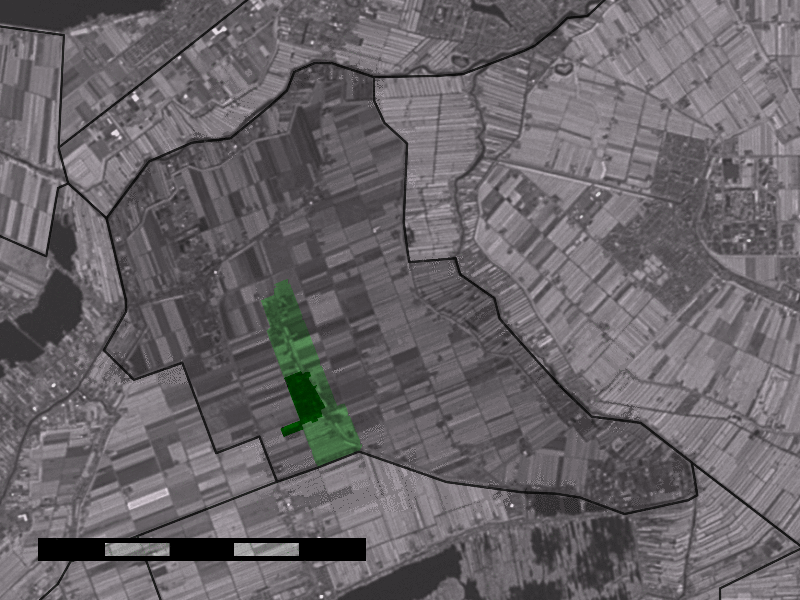
Zevenhoven (lichtgroen) met het centrum van Zevenhoven (donkergroen) binnen de voormalige gemeente Liemeer (zwart omlijnd)

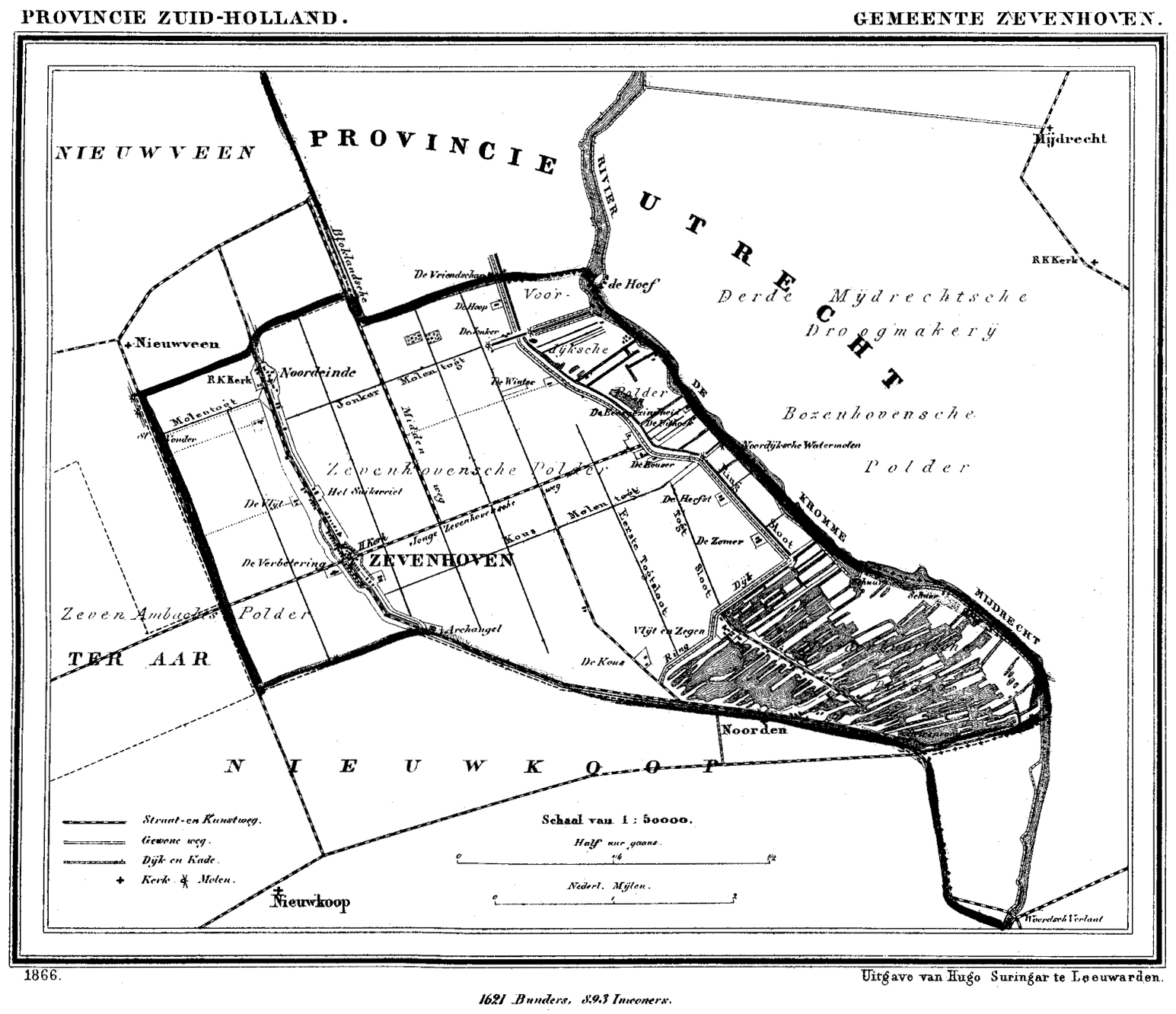
Historische kaart van Zevenhoven uit 1866.

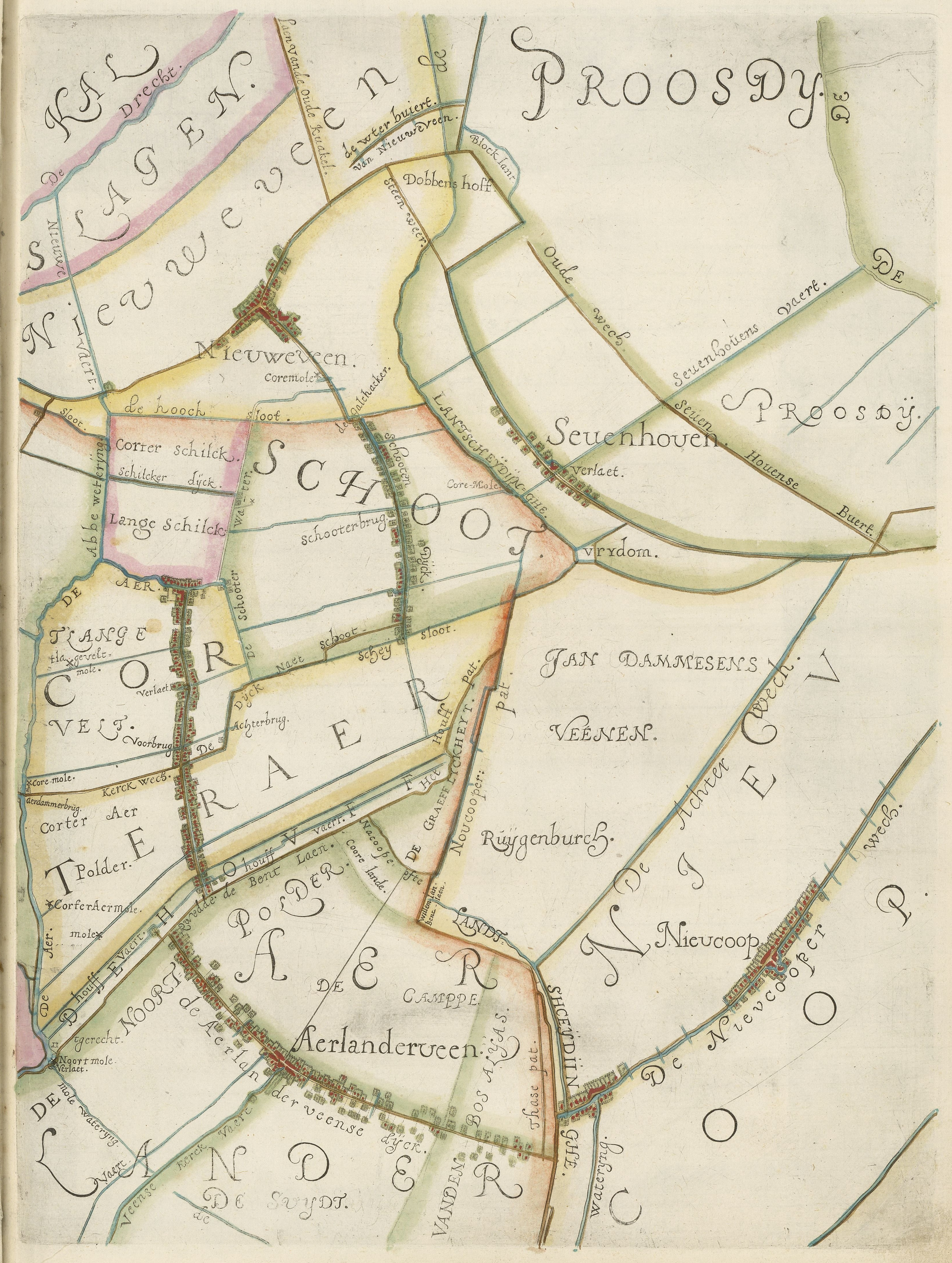
Zevenhoven (Seuenhoven) op een kaart van het Hoogheemraadschap van Rijnland uit 1611.

Zevenhoven is een dorp en voormalige gemeente in de gemeente Nieuwkoop, in de Nederlandse provincie Zuid-Holland. Het dorp heeft 3.065 inwoners (2023).
De gemeente Zevenhoven werd op 1 januari 1991 samengevoegd met de gemeente Nieuwveen met als voorlopige naam Nieuwveen. Vanaf 1 januari 1994 had de gemeente de naam Liemeer en vanaf 2007 zijn Liemeer, Ter Aar en Nieuwkoop gefuseerd tot de gemeente Nieuwkoop.
Van oudsher bestond de gemeente Zevenhoven uit het dorp Zevenhoven en de iets noordelijker gelegen lintbebouwing Noordeinde gelegen aan het riviertje de "Dobbe". Het dorp Zevenhoven was voornamelijk Nederlands Hervormd, en Noordeinde overwegend rooms-katholiek.

## Geschiedenis
Tot het eind van de elfde eeuw bestond dit gebied uit een moeilijk doordringbare en drassige veenwildernis. De veenwildernissen waren door hun slechte afwatering niet geschikt voor landbouw of veeteelt. Het begin van de ontginningswerkzaamheden in deze omgeving wordt gemarkeerd door een oorkonde uit het jaar 1085. Zevenhoven dankt zijn naam waarschijnlijk aan de mate waarin het belastingen moest afdragen. Omstreeks het jaar 1100 werd Zevenhoven aangeslagen op basis van zeven hoeven (boerenbedrijven).
In Zevenhoven is een aantal baardmankruiken uit de 16e eeuw opgegraven.

## Bevolking
In 1866 waren er 893 inwoners in Zevenhoven. In de jaren daarna groeide dat aantal tot 1097 (in 1901), 1149 (in 1944), 1435 (in 1961), en 2182 (in 1975).
In 2001 bedroeg het aantal inwoners 1894, waarvan er 1385 binnen het centrum van Zevenhoven woonden, en 509 in het permanent gebouwd gebied. In de CBS kerncijfers voor 2005 wordt een bevolkingsaantal binnen de grenzen van het 'statistische gebied' Zevenhoven genoemd van 2090. Deels zijn de verschillen in bevolkingsaantallen te verklaren vanwege de wisselende definities van het gebied Zevenhoven. In 2008 werd nieuwbouwwijk "Stokman" opgeleverd en rond 2013 de wijk Mastwijkerhof. In deelgebied het Noordeinde wordt tot 2020 nog gebouwd aan de nieuwbouwwijk "Het Noordereinde".

## Kerkelijke gezindte
Volgens de volkstelling van 1960 was 62,8 procent van de inwoners van Zevenhoven rooms-katholiek. Het percentage Nederlands-hervormden bedroeg 24,3% en tot de Gereformeerde Kerken rekende zich 11,6% van de bevolking.

## Treinverbinding (1915-1936)
Van 1 augustus 1915 tot 1 januari 1936 lag Zevenhoven aan de spoorlijn Uithoorn - Alphen aan den Rijn. Op het tracé van de spoorlijn werd later de provinciale weg aangelegd (thans N231). Het stationsgebouw uit 1915 is in 1970 gesloopt.

## Sport en recreatie
In Zevenhoven voetbalt SV Zevenhoven. Het eerste elftal van SV Zevenhoven speelt in de vierde klasse in het district West II. De plaatselijke tennisclub heet LTVZ (Lawn Tennis Vereniging Zevenhoven).
Zevenhoven is gelegen aan de Europese wandelroute E11, ter plaatse ook wel Marskramerpad geheten. De route komt vanaf Noordeinde en vervolgt richting Noorden. In sport- en evenementenhal de Vlijt vinden er diverse sporten en activiteiten plaats zoals zaalvoetbal, handbal, twirlen, danslessen voor kinderen etc. Ieder jaar vindt er rond medio september Zevenhoven on Wheels plaats. Tevens is er een actieve kindervakantieweek voor kinderen met huttenbouw etc. In september is er ook een jaarlijkse 7-Loop. Ieder jaar is er ook een jaarlijkse mudrun. Met Moederdag is er een levendige braderie. Er is een actieve dorpsraad.

## Gemeenteraad
Tot 1974 beschikten de vooroorlogse RKSP en de naoorlogse KVP bijna voortdurend over een absolute meerderheid in de zeven zetels tellende gemeenteraad van Zevenhoven. In de periode 1953-1974 waren, naast de KVP (steeds vier zetels), alleen de CHU (steeds twee zetels) en de ARP (steeds één zetel) in de raad vertegenwoordigd. Pogingen van de Boerenpartij (in 1966), de Vrije Lijst (1970), de PvdA (1974 en 1978) en de RPF (1982) om raadszetels in de wacht te slepen, hadden geen succes. De lokale 'Lijst Aartman' lukte het bij de raadsverkiezingen van 1974 wél en daarna (in 1978, 1982 en 1986) ook de partij Gemeente Belangen Zevenhoven. De dominante positie van de KVP in de gemeenteraad van Zevenhoven werd na 1978 overgenomen door het CDA.

## Scholen
In Zevenhoven is een integraal kindcentrum gevestigd, IKC Zevenhoven, met daarin de Daltonschool De Diamant, Kinderopvang Liemeer en een bibliotheek.
Dit centrum is opgeleverd op 10 mei 2021 en de basisschool is een samenvoeging van basisschool de Zevenhof  en de Johannes de Doperschool.
De Zevenhof bevond zich voorheen op dezelfde locatie als de Diamant, de Johannes de Doperschool stond voorheen in de dorpskern Noordeinde.

## Afbeeldingen

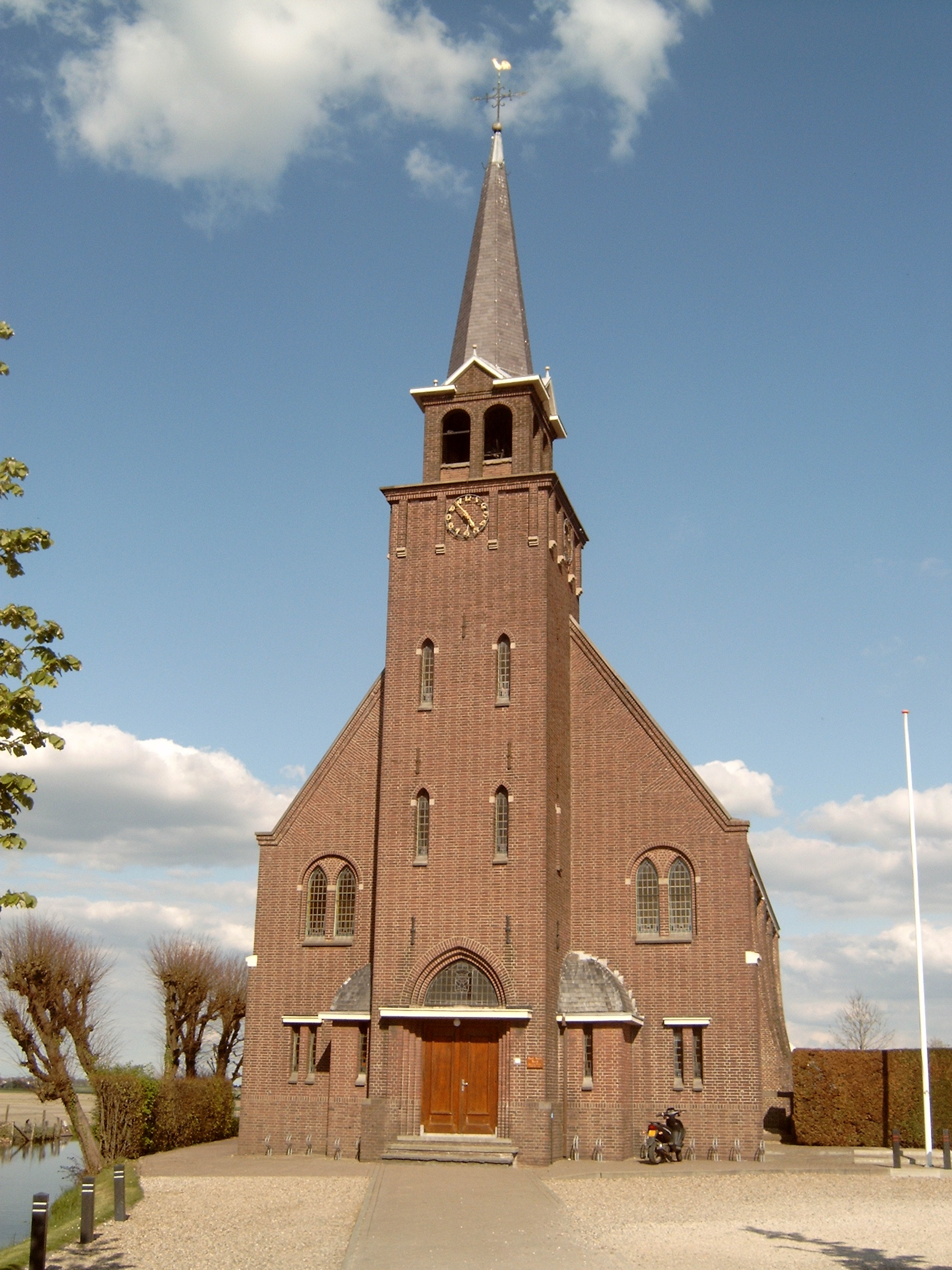
Zevenhoven, Hervormde kerk gebouwd in 1937
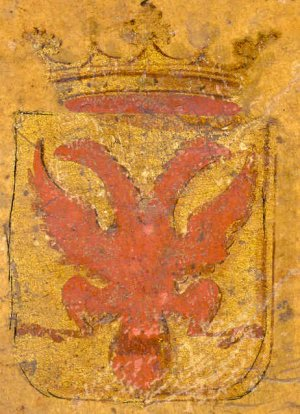
Oude afbeelding van gemeentewapen
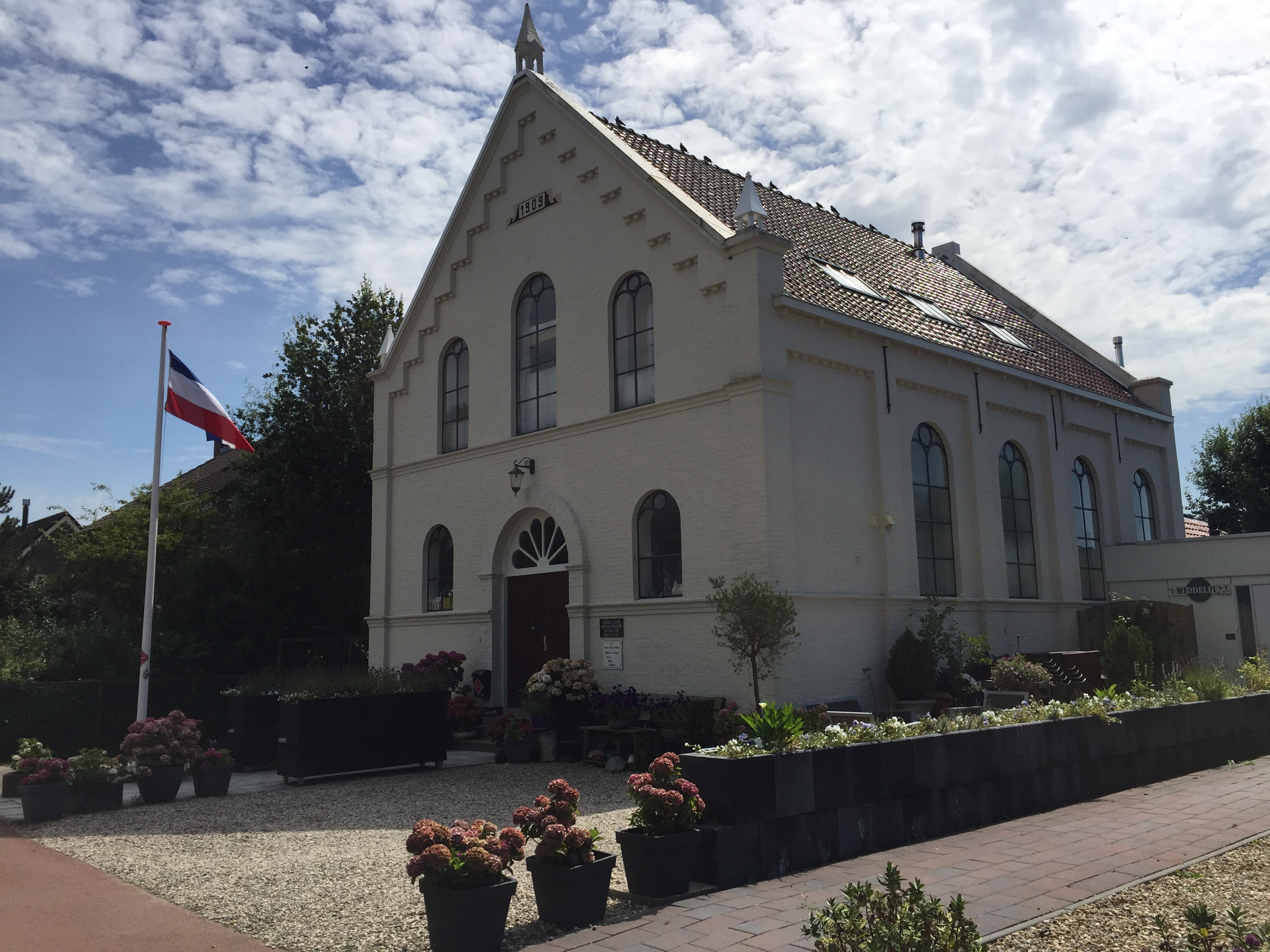
Voormalige Gereformeerde Kerk (Stationsweg 15)

Kernen: De Meije (deels) · Korteraar · Langeraar · Nieuwkoop · Nieuwveen · Noordeinde · Noorden · Noordse Dorp · Papenveer · Ter Aar · Vrouwenakker · Woerdense Verlaat · Zevenhoven

Buurtschappen: Achttienhoven · Blokland · Kerkbuurt · Kerkpad · Noordse Buurt · Pulmot · Slikkendam · Vrijhoeven · Zevenhovenseweg · Zuideinde

Zuid-Holland: Steden en dorpen      Nederland: Provincies · Gemeenten